# Тарабукино
Тарабукино — деревня в Бабушкинском районе Вологодской области.
Входит в состав сельского поселения Бабушкинское (до 2016 года входила в Демьяновское сельское поселение), с точки зрения административно-территориального деления — в Демьяновский сельсовет.
Расстояние по автодороге до районного центра села имени Бабушкина — 27 км, до деревни Демьяновский Погост — 1 км. Ближайшие населённые пункты — Стари, Климовская, Лодочная, Демьяновский Погост.
Согласно книге «Родословие Вологодской деревни», впервые деревня упоминается в письменных источниках в 1619 г. как деревня Тарабукино Вотченской волости Тотемского уезда. Населена была чёрносошными крестьянами. Тарабукино упоминается также как второе название деревни Лобаниха (Медведевский с.с.) в 1623 году.
Согласно Списку населенных мест по сведениям 1859 года, изданного центральным статистическим комитетом министерства внутренних дел в Санкт-Петербурге в 1866 году, казенная деревня Тарабукино под номером 9810 находилась по правую сторону проселочной Илезской дороги, что с Устюжского тракта вправо, от деревни Нижней Печеньги в сторону Никольского торгового тракта. В казенной деревне на 1859 год было 29 дворов, 94 мужчины и 115 женщин. Принадлежала к Тотемскому уезду, Миньковской волости, в Советское время — Леденгскому району Вологодской области.
По переписи 2002 года население — 22 человека (11 мужчин, 11 женщин). Всё население — русские.